# Теймури

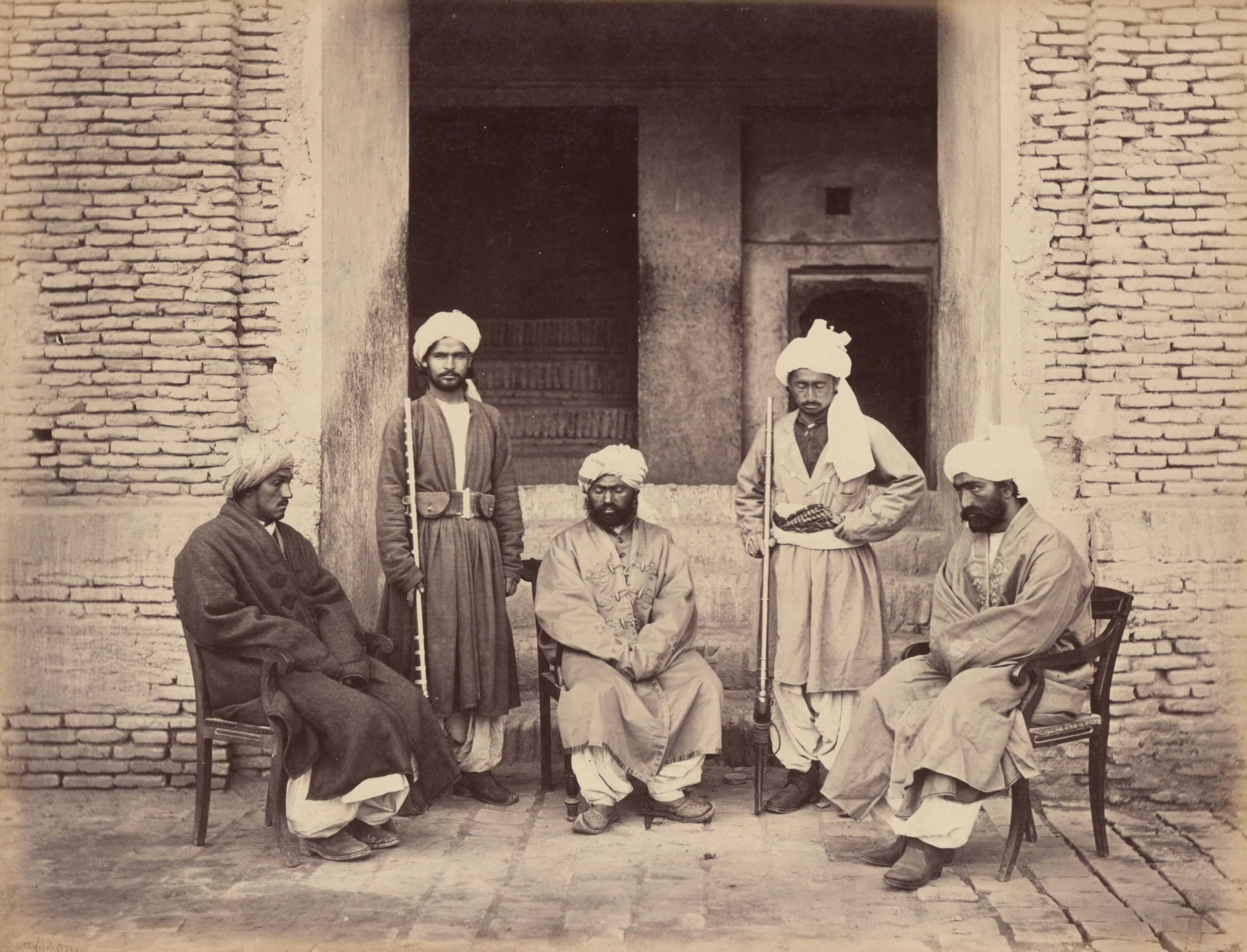
Представители племени теймури

Теймури (самоназвания: теймури, тимури) — народ, проживающий в пограничных районах Афганистана (120 тыс. человек) и Ирана (170 тыс. человек). Входят в состав группы чараймаков.

## Языковая принадлежность
Говорят на диалектах языков фарси (персидского) и дари (Рахимов 1999: 819).

## Религиозная принадлежность
Теймури являются мусульманами-суннитами, а большинство теймури в Иране — мусульмане-шииты (Рахимов 1999: 819).

## Происхождение теймури
Существует две версии происхождения теймури. Теймури расселились по своей этнической территории после монгольского нашествия XIII веке. По другой — теймури являются выходцами из Средней Азии, а название получили от покорившего их в конце XIV века Тимура.
В этногенезе чараймаков и собственно теймури участвовали монгольские, тюркские и иранские народы. Согласно мнению ряда исследователей, в число чараймакских племён, имеющих монгольское происхождение входят джемшид, теймени, теймури. Исследователи отмечают, что характерным для диалектов джемшиди, таймени, фирузкухи, теймури является наличие сильного тюркско-монгольского суперстрата.

## Основные занятия
Теймури Афганистана ведут оседлый и полукочевой тип хозяйства; основным занятием является пашенное земледелие, второстепенную роль играет овцеводство. Теймури Ирана в основном занимаются отгонным скотоводством (Рахимов 1999: 819).

## Поселения и жилища
Теймури живут в шатрах, покрытых кошмами чёрного цвета. Эти шатры похожи на афганские (Яхонтов 1973: 303).